# 공포의 실로폰
《공포의 실로폰》(영어: Monster in the Closet)은 1986년 공개된 미국의 공포 영화이다.

## 출연

### 주연
- 도널드 그랜트
- 데니즈 두레이
- 클로드 아킨즈
- 하워드 더프
- 헨리 깁슨

### 조연
- 도널드 모팻
- 폴 둘리
- 존 캐러딘
- 제시 화이트
- 프랭크 애쉬모어
- 폴 워커
- 스텔라 스티븐스

## 기타
- 협력프로듀서: 마이클 빌롯
- 협력프로듀서: 테렌스 코리
- 협력프로듀서: 로버트 록
- 미술: 린다 코엔